# ソフトコスト
ソフトコスト(英：Soft costs)は、より具体的には直接事業費とは見なされない費用の項目。
建設業界の請負業での会計用語で、建築や建設工学での用語としてのソフトコストには資金調達や弁護士費用、その他建設事業前後の費用などがある。実際に目に見えるコスト（ハードコスト、英:Hard Cost） に対して隠れたコスト・損失、などと捉える場合もある。そしてこの用語は工事請負業者の発生主義会計では一般管理費（General & Administrative、略語：G&A）に置き換えられる。

## 概要
工事請負業者にとってソフトコストは基本的に発生している建設費であり、人件費や材料費ではなく、スタートアップに伴う保険の補償範囲とソフトコスト遅延は同様ではない。建設事業は予想される完了日に達する以前にカバーされた損失修復にもいくらかのソフトコストが発生する可能性があり、これらは修理補修のための損失や被保険者の財産への損害を被るために発生した建築家の損失費用や技術的な費用である。予想される完了日までに発生したであろうものよりも高いが保証された遅延のためにその日以降に続く間接費用のみが、完了の遅延または起動範囲の遅延によってカバーされるソフトコストであり、特定の建設作業に関連付けられていない費用という請負業者側の会計用語である。プロジェクトが遅れた場合の建設予告から給水や看守などはすべて当初の完成予定日に達した後も続くソフトコストと化す。遅延が保険損失によるものである場合に限り、保険がこれらの経費を拾うことになり、保険契約に補償開始の遅延が含まれる場合に限られる。労務費または材料費ではなく、資産損失の修理を完了するために補償される修理費用も完了遅延報告するのではなく完了予定日に達するまで完了を遅らせず、プロジェクト完了しないため、すべての間接費が当初の完了日以降に発生する時間関連費用であるとは限らず、プロジェクトが被保険者の損失によって延期されるために継続する固定費を継続するこれらのソフトコスト（間接コスト）は、初期値の遅延に含まれるべきソフトコストであり、請負業者が管理者に請求するのは所有者の直接経費である。このため、請負業者にとっての管理コストなどのソフトコストは所有者にとってはハードコストになる可能性がある。プロジェクトの実行時に所有者がエンジニアを雇って建設に見落としが生じて修理補修が当初の完了日以降に行われ、完了の遅れが報告される場合、これは修理中の継続的な費用になる。エンジニア費用が設計1回限りの費用である場合は、損失を修復するため相談する必要があるかもしれないが、この費用は遅延のために発生するものではなくとも物的損害を修復するために発生するため、保険契約の文言によってはその費用を補償の対象とする場合は建設費に含める必要がある。プロジェクトが報告された価値の範囲内で保険をかけられていて、その価値が保険料を計算するために除外された場合、会社は補償においてそのコストを削減することができる。
ソフトコストとハードコスト(建築材料費)は、労務費と資材の両方で異なる。これらは一般的に物理的な建設に排他的に関連しているとは考えられていなく、 それどころか一般的に税金 、 マーケティング費用、 利子の支払い、そして金融費用のような非建設費を伴うと考えられている。 AAIS Inland Marine GuideのBuilders 'Riskセクションに記載されている保険料を伴うべきソフトコストの推奨には10種類のソフトコストがリストされている。 
近年、この問題に対する解決策は、施主のリスク保険で提供することができる「補償範囲の延期を遅らせる」という形式がみられる。この補償は当初の完了日以降も継続する可能性があるこれらの間接費用に対する補償を提供することができるが、不動産の修繕で繰り返される可能性があるその他のソフトコストは不動産の価値とともに報告する必要がある。引き戻し費用プロフォーマはどのソフト費用が一時費用であり、どれがプロジェクト期間を通して継続的な費用であるかを示しており、エンジニアの設計手数料は修理の際に再度発生する可能性がある1回限りの料金であるが、エンジニアの品質に対する監視は期間中も継続される。しかしながら所有者が被保険者で多くが誤ってプロパティを持つハードコストと当初に遅延と呼ばれている事業の中断とソフトの費用を同一視しているときに、これらの請負業者の会計用語が使用されており、カバレッジは多数の施主のリスク方針にも追加されている。近年この手法の人気が高まっているため、一部の保険会社は自動的にソフトコスト補償を組み入れている。これは、ポリシー宣言の制限を指定することで有効であるが、施主のリスク保険に対するこれらの変更は、ソフトコストが事業主や経営者の効率をカバーするものではなく、戦略をタイムリーに実施できなかったこと、または問題の解決を議論または検討のために遅らせる機会コストつまりは予想外の建設コスト（ネジの紛失、機器の損傷）、肉体労働（タスクが予想よりも長く、重要なチームメンバーを失う）、または戦略の実行に費やされる時間（行動方針を決定するには長すぎる）を指すこともあるからである。 

### 例
太陽光発電事業の場合、ソフトコストの内訳は、研究開発費、販促費（販売経費で顧客の分散と顧客獲得費、消費者動向調査費など）、許可申請費（許認可にかかるコスト）・点検費用・系統連系協議費（人件費を含む）、建設地設置のための工事費、流通マージン、その他のコストからなる。
その他のコストには、ファイナンス（金融取引コスト）や間接費、利潤、サプライチェーンのコスト、消費税などが含まれる。

一般管理費等
一般管理費等は、公共事業・公共工事の積算においては、事業を受注した会社の継続運営に必要な費用付加利益(公共建築工事積算における共通費 (PDF) 国土交通省大臣官房官庁営繕部計画課）、工事施工にあたる企業の継続運営費用で一般管理費及び付加利益からなる費用（たとえば第1編 土木工事共通編 - 大阪市 (PDF) ）のことである。公共事業積算において一般管理費等率を定めており、積算で求めた工事原価にこの率を乗じて算出する。